# Jurjuzan'
Jurjuzan' (in lingua russa Юрюзань) è una città di 13 700 abitanti situata nell'Oblast' di Čeljabinsk, in Russia.